# Thayer (Illinois)
Thayer és una població dels Estats Units a l'estat d'Illinois. Segons el cens del 2000 tenia 750 habitants.

## Demografia
Segons el cens del 2000, Thayer tenia 750 habitants, 276 habitatges, i 203 famílies. La densitat de població era de 482,6 habitants/km².
Dels 276 habitatges en un 38,4% hi vivien nens de menys de 18 anys, en un 63,4% hi vivien parelles casades, en un 8,3% dones solteres, i en un 26,1% no eren unitats familiars. En el 21,4% dels habitatges hi vivien persones soles el 10,9% de les quals corresponia a persones de 65 anys o més que vivien soles. El nombre mitjà de persones vivint en cada habitatge era de 2,72 i el nombre mitjà de persones que vivien en cada família era de 3,18.
Per edats la població es repartia de la següent manera: un 29,7% tenia menys de 18 anys, un 8,4% entre 18 i 24, un 30,7% entre 25 i 44, un 18,4% de 45 a 60 i un 12,8% 65 anys o més.
L'edat mediana era de 33 anys. Per cada 100 dones de 18 o més anys hi havia 97,4 homes.
La renda mediana per habitatge era de 42.031 $ i la renda mediana per família de 51.750 $. Els homes tenien una renda mediana de 32.750 $ mentre que les dones 24.904 $. La renda per capita de la població era de 20.933 $. Aproximadament el 4,1% de les famílies i el 5,1% de la població estaven per davall del llindar de pobresa.

## Poblacions més properes
El següent diagrama mostra les poblacions més properes.